# Blijf soldaat
Blijf soldaat is een lied van de Nederlandse rapper JoeyAK. Het werd in 2022 als single uitgebracht en stond in 2023 als achtste track op het album Most hated.

## Achtergrond
Blijf soldaat is geschreven door Joël Hoop en geproduceerd door Gubes. Het is een nummer dat past in de genres nederhop en drillrap. In het lied rapt JoeyAK over zijn status in zijn straatleven. Hij pronkt met zijn rijkdommen en succes, prijst zijn vrienden en daagt zijn vijanden uit. 

## Hitnoteringen
De artiest had bescheiden succes met het lied in Nederland. Het kwam tot de 23e plaats van de Single Top 100 in de vier weken dat het in deze hitlijst te vinden was. De Top 40 en haar Tipparade werden niet bereikt.